# Csergő Károly
Gyergyóremetei Csergő Károly (Szegvár, 1879. szeptember 25. – Szentes. 1969. június 13.) Csongrád vármegye alispánja.

## Életrajza
Rideg közélet... Lángszívű harcos!
Száz útvesztőn ment át életed;
De megmaradtál egyenes úton,
Minden szennytől lelked vértezett!
Fekete fürttel indultál hajdan,
Ezüstös fővel állsz most közibénk...
Jóságos arcod elpirul néha;
Hogyha azt mondjuk: Életed példa!

Csergő Károly 1879. szeptember 25-én született a Csongrád megyei Szegváron. A Csergő család Székelyföldről, Csík vármegyéből települt át Csongrád vármegyébe, az akkori megyeszékhelyre. Ő már itt született Szegváron. Édesapja gyergyóremetei Csergő Sándor vármegyei árvaszéki iktató volt; édesanyja Szőrffy Julianna, egy hódmezővásárhelyi ácsmester leánya volt, kinek négy gyermeke közül a két legfiatalabb - Lajos és Károly - ikrek voltak. A család valószínű, hogy 1883/84-ben - a megyeszékhellyel együtt - települt át Szentesre.
Elemi iskoláit és a gimnáziumot is Szentesen végezte; 1897-ben jó eredménnyel tette le az érettségit, majd a budapesti tudományegyetem jogi karán folytatta tanulmányait. Édesapja 1898-ban halálozott el; ez időtől munkát vállalva, önerőből tanult tovább, és gondoskodott a család eltartásáról is. 1901-ben a kolozsvári tudományegyetemen tette le szigorlati vizsgáit; ügyvédi gyakorlatát Soós Pál vármegyei főügyész irodájában végezte, 1903-ban avatták jogtudorrá Kolozsváron.
1901. január 1-jén negyedéves joghallgatóként lépett Csongrád vármegye szolgálatába, mint helyettes közigazgatási gyakornok és még ugyanez évben véglegesítették is gyakornoki állásában; legfőbb feladata a vármegye ingó és ingatlan vagyonának kezelése volt. Doktorrá avatását követően tiszteletbeli aljegyzővé nevezték ki, majd az 1907. évi általános tisztújítás alkalmával választották első aljegyzővé. 1910-től tiszteletbeli főjegyző, 1912-től pedig kinevezett másod-főjegyző lett.
Csongrád megyében 1905-től ő irányította el azt a nagyszabású mezőgazdasági munkásház építési akciót, amelynek eredményeként az első világháború kitöréséig kb. 2000 munkáscsalád jutott saját otthonhoz és Szentesen ez időszakban 357 munkásház épült fel. A Szentesen és Csongrádon megkezdett munkásház-építkezések mintául szolgáltak az országban több helyen megindult hasonló akciók lebonyolításánál, és alapját képezték a munkásházak állami támogatásáról szóló XLVI:1907. évi törvénycikk megalkotásának.
Az első világháború idején a háborús közigazgatás legnehezebb feladatkörét látta el: ő szervezte meg és vezette a vármegyei közélelmezési ügyosztályt.
Hivatali felettesének leírása szerint Csergő Károly „…éjjelt nappallá téve dolgozott az itthon maradt lakosság élelmezésének, valamint a katonaság részére szükséges szolgáltatásoknak a biztosítása érdekében, mely tekintetekben az ezerféle rendelet, és egyre jobban fokozódó szükség közepette is mindenkor megtalálta a leghelyesebb utat”. Később ő látta el a népruházati bizottság vezetését is. Érdemeiért 1916-ban a Ferenc József-rend lovagkeresztjével tüntették ki.
A háborús összeomlást követő zavaros időszakban Csergő mindvégig a helyén maradt. Dr. Nagy Sándor alispán nyugdíjazása után (1919. február 1.) az ő nyakába szakadt az alispáni teendők ellátása, vagyis a vármegyei közigazgatás irányítása is. A Szentesen átvonuló vörös különítményesek, majd pedig a román megszállók elfogási parancsot adtak ki ellene, mivel a többszöri felszólítás és fenyegetés dacára sem adta ki a vármegye pénzkészleteit. A románok figyelmét azzal is magára vonta, hogy több alkalommal a már úton lévő, rekvirált zsákmánnyal megrakott vagonokat is visszairányította. Bátor magatartásával sikerült megakadályoznia a város teljes kifosztását.